# Рудаминское староство
Рудами́нское ста́роство (лит. Rudaminos seniūnija) — административная единица Вильнюсского района и уезда Литвы. Центр — деревня Рудамина.
Население — 6240 человек. Этнический состав населения (2001): 57 % — поляки, 30,2 % — литовцы, 12,8 % — русские.

## История
Некоторые историки полагают, что Рудомина возникла раньше Вильны. В 1377 году Рудомина упоминается как местечко, когда там состоялась победоносная битва 700 литовских солдат против крестоносцев. Но в 1394 году в новом сражении под Рудоминой князь Витовт потерпел тяжёлое поражение от крестоносцев, потеряв 4 полка. 1907—1909 гг. постройки. В конце XVIII в. в деревне работала приходская школа. С конца XVIII в. до 1940 Рудомина была центром волости. В 1964 году в деревне была построена крупная птицефабрика, которая работает по настоящее время. В 1971 году была открыта животноводческая станция (закрыта в 1990-е годы).
Ещё до 1500 года был построен первый костёл, который перестраивался, а в 1730 построен заново. После Польского восстания 1863 года костёл был разрушен, на его месте построена православная церковь, а прихожан вынудили принять православие. Освятили церковь во имя святителя Николая 6 мая 1866 года. В связи с ветхостью сооружения было решено воздвигнуть новую каменную православную церковь, и в 1876 году она была построена. Во время Первой мировой войны она была разграблена, а в 1944 году разрушена. В настоящее время сохранились её развалины. Из материала деревянной церкви рядом, на кладбище, была построена часовня, сгоревшая в конце 1970-х. В 1985 была построена новая Свято-Никольская церковь.
В 1907—1909 гг. семьёй Масальских в соседней деревне Кшижувке, которая затем вошла в состав деревни Рудомины, был построен костёл. К настоящему время он сохранился и является приходским костёлом Девы Марии, Лучшей Советницы.
В конце XVIII в. в деревне работала приходская школа. С конца XVIII в. до 1940 Рудомина была центром волости. В 1964 году в деревне была построена крупная птицефабрика, которая работает по настоящее время. В 1971 году была открыта животноводческая станция (закрыта в 1990-е годы).

## Территория
Площадь — 46,73 км², из которых 22,87 км² занимает пашня, 15,66 км² — леса, 0,36 км² — водоёмы и земли другого назначения.
| Дата                   | Площадь, км² | Числ. населения | Населённые пункты        |
| Апрель 2001 (перепись) |              | 5976            | - 26 деревень - 3 хутора |
| 1 сентября 2009        | 46,73        | 6240            | - 25 деревень - 3 хутора |

## Экономика и инфраструктура
В старостве работает почтовое отделение, две общеобразовательные школы, два детских сада, школа изобразительных искусств, библиотека, дом культуры, костёл, церковь, три кладбища, клиника, полицейский участок, автозаправочная станция, 8 магазинов, 6 торговых павильонов, рынок, птицефабрика АО «Vilniaus paukštynas», поместье в Пятяше, замок в Попишкесе, постоялый двор (вторая половина XIX века), заповедник Даубенай.
Население староства занимается сельским хозяйством, птицеводством, животноводством и оказанием услуг. Часть жителей староства работает в Скайдишкесе, Вильнюсе.

## Населённые пункты
| Деревни        | Статус | Число жителей (2001) |
| Акалоте        | дер    | 26                   |
| Антупяй        | дер    | 3                    |
| Баркишкес      | дер    | 21                   |
| Гягужине       | хут    | 11                   |
| Даубенай       | дер    | 28                   |
| Дукяляй        | дер    | 51                   |
| Кальвишкес     | дер    | 1025                 |
| Каткай         | дер    | 41                   |
| Киняляй        | хут    | 21                   |
| Локяй          | дер    | 17                   |
| Маринишкес     | дер    | 30                   |
| Науякемис      | дер    | 5                    |
| Нямежеле       | дер    | 2                    |
| Пакальняй      | дер    | 30                   |
| Парапийонишкес | дер    | 66                   |
| Пишна          | хут    | 11                   |
| Попишкес       | дер    | 80                   |
| Пятяша         | дер    | 67                   |
| Рудамина       | дер    | 3937                 |
| Русинай        | дер    | 20                   |
| Самалауке      | дер    | 0                    |
| Сокольнинкай   | дер    | 9                    |
| Скрабине       | дер    | 11                   |
| Тоторине       | дер    | 117                  |
| Тоторишкес     | дер    | 5                    |
| Чякенай        | дер    | 62                   |
| Швейцарай      | дер    | 28                   |
| Ярмалишкес     | дер    | 16                   |

## Муниципалитеты
В 2009 г. было создано 11 муниципалитетов:
- Дукяляйско-Попишкесский муниципалитет: дер. Дукяляй, Попишкес, Скрабине, Швейцарай, Науякемис, Даубенай, Русинай, Тоторишкес, Ярмалишкес, Сокольнинкай, Антупяй
- Кальвишкес: дер. Кальвишкес
- Каткайский муниципалитет: дер. Каткай, Пакальняй, Локяй
- Пятяша: дер. Пятяша
- Микрорайон деревни Рудамины: ул. Гамиклос, Тайкос, Жайбо
- Частный сектор деревни Рудамины: ул. Аушос, Бяржу, Драугистес, Лидос, Мокиклос, Науйойи, Пакрантес, Парко, Риту, Руденс, Смелё, Статибос, Тилёйи, Вильтес, Вингё, Вишню, Жайбо, Механизаторю, Джяугсмо, 1-я Гягужес, Акалотес, Парапийонишкю
- Старая Рудомина: ул. Вильняус, Чякену, Бролю, Даубену, Кально, Мишко, Науякурю, Партизану, Соду, Жолино, Мейстру, Менулё-Калё
- Товарищество «Тульпе»: «Тульпе»
- Товарищество «Гягужине»: «Гягужине», «Эгле»
- Товарищество «Даубенай»: «Даубенай», «Плита», «Электроника-II» и др.
- Тоторине: дер. Тоторине, Пишна, Киняляй, Нямежеле